# Discografia di Massimo Ranieri
Questa voce elenca l'intera discografia italiana ed internazionale di Massimo Ranieri dal 1967 ad oggi. I dischi di Massimo sono stati pubblicati in diversi paesi del mondo, tra cui Austria, Germania, Spagna, Svizzera Francia, Grecia e Giappone e consistono in 31 album in studio, 7 album live, 4 colonne sonore, 20 raccolte e 37 singoli.
Sono 18 gli album di Ranieri stampati anche fuori dall'Italia, prevalentemente in lingua spagnola, mentre sono 17 i singoli. Pubblicate in altri paesi anche numerose raccolte.

## Album

### Album in Italia
- 1970 – Massimo Ranieri (CGD, FGS 5061)
- 1970 – Vent'anni... (CGD, FGS 5079)
- 1971 – Via del Conservatorio (CGD, FGL 5093)
- 1972 – Erba di casa mia (CGD, 65411)
- 1975 – Per una donna (CGD, 69107)
- 1976 – Meditazione (CGD, 69228)
- 1978 – La faccia del mare (CGD, 20084)
- 1980 – Passa lu tempo e lo munno s'avota (CGD, 20205)
- 1984 – ...vanità (CGD, 20449)
- 1988 – Perdere l'amore (WEA Italiana, 24 2312-1)
- 1989 – Un giorno bellissimo (WEA Italiana, 22924 64222-1)
- 1992 – Ti penso (WEA Italiana, 9031 77097-1)
- 1995 – Ranieri (RTI Music, 1084-4)
- 2022 – Tutti i sogni ancora in volo

### Album fuori dall'Italia
- 1974 – Imagínate (En Castellano) (CBS, 19412)
- 1977 – Canta sus grandes éxitos en español e italiano (CBS, 81981)

### Album di cover
- 1973 – Album di famiglia (1900-1960) (CGD, 69034)
- 1997 – Canzoni in corso (Rama 2000/RTI Music, RTI 11392)
- 1999 – Hollywood ritratto di un divo (doppio album)
- 2001 – Oggi o dimane (Sony Music, 501998 2)
- 2003 – Nun è acqua (Sony Music, 510539 2)
- 2005 – Accussì grande (Sony Music, 520161 2)
- 2006 – Canto perché non so nuotare...da 40 anni (Ra.Ma 2000/Edel Music, 0177822 ERE; doppio album, ristampato nel 2011 in versione limitata doppio LP)
- 2009 – Napoli... viaggio in Italia (album)
- 2011 – Chi nun tene coraggio nun se cocca ch''e femmene belle
- 2013 – Viviani Varietà
- 2013 – Senza 'na ragione
- 2015 – Malia - Napoli 1950-1960
- 2016 – Malia parte seconda
- 2017 – I miei cantautori
- 2020 – Qui e adesso

### Colonne sonore
- 1971 – Io e te (tema d'amore dal film Metello) e Adagio veneziano (su brano di Alessandro Marcello suonato in Anonimo veneziano), 45 giri CGD
- 1972 – Imputazione di omicidio per uno studente (colonna sonora) (CGD, FG 5099; Ranieri è presente con la canzone Un po' per giorno, inedita su altri supporti, che è la traccia di apertura del lato A; la colonna sonora è di Ennio Morricone, diretta da Bruno Nicolai)
- 1981 – Ranieri ha inciso il brano Rosa e l'amore per il film Casta e pura
- 1983 – Barnum (CGD, 20392)
- 1988 – Rinaldo in campo (CGD)
- 1996 – Il gobbo di Notre Dame (Walt Disney Records, con altri artisti)

## Album live
- 1972 – 'O surdato 'nnammurato (CGD, FGL 5103)
- 1974 – Napulammore (CGD, 69087)
- 1974 – 'A tazze 'e cafè - Tu ca nun chiagne! (CGD)
- 1976 – Recital di Massimo Ranieri (Record Bazaar, RB 84)
- 1976 – Macchie 'e culore (CGD, 81731)
- 2010 – Dallo Stadio Olimpico Live
- 2010 – Live Dallo Stadio Olimpico di Roma (2 CD + DVD)

## Raccolte
- 1975 – Il meglio di Massimo Ranieri (CGD, 69128)
- 1984 – Rose rosse
- 1989 – Da bambino a Fantastico (CGD, 2292 46410-1)
- 1990 – Rose rosse (WEA Italiana, 9031 70547-1)
- 1990 – Vent'anni (WEA Italiana, 9031 70548-1)
- 1997 – Grazie Massimo!
- 1997 – Frammenti di... Massimo Ranieri
- 2000 – Tracce di Massimo Ranieri
- 2004 – Ranieri canta Napoli
- 2008 – Gold edition Massimo Ranieri
- 2011 – Napoli e le mie canzoni
- 2015 – Canzone Napoletana. Piccola Enciclopedia (Versione 3 CD Standard 6 CD DELUXE) (Sony Music Entertainment Italy)
- 2025 – Tra le mani... le mie canzoni

## Singoli
- 1964 – Lassù qualcuno mi ama/Un ragazzo come me (Zeus, BE 113; come Gianni Rock; pubblicato con due copertine diverse)
- 1964 – Preghiera/Una bocca, due occhi e un nome (Zeus, BE 116; come Gianni Rock)
- 1964 – Se mi aspetti stasera/La prima volta (Zeus, BE 127; come Gianni Rock)
- 1964 – Tanti auguri señora/Non chiudere la porta (Zeus, BE 128; come Gianni Rock)
- 1966 – L'amore è una cosa meravigliosa/Bene mio (CGD, N 9646; come Ranieri)
- 1967 – Pietà per chi ti ama/No, mamma (CGD, N 9652; come Ranieri)
- 1968 – Da bambino/Ma l'amore cos'è (CGD, N 9674)
- 1968 – Preghiera per lei/Cento ragazzine (CGD, N 9688)
- 1968 – Rose rosse/Piangi piangi ragazzo (CGD, N 9701)
- 1969 – Quando l'amore diventa poesia/Cielo blu (CGD, N 9710)
- 1969 – Il mio amore resta sempre Teresa/Rose rosse (CGD, N 9724)
- 1969 – Se bruciasse la città/Rita (CGD, N 9756)
- 1969 – 'O sole mio/Ma l'amore cos'è (CGD, N 9759)
- 1970 – Sei l'amore mio/Fai di me quello che vuoi (CGD, N 9780)
- 1970 – Le braccia dell'amore/Candida (CGD, N 9791)
- 1970 – Sogno d'amore/Mio caro amore evanescente e puro  (CGD, N 9810)
- 1970 – Vent'anni/Io non avrò (CGD, N 9823)
- 1971 – L'amore è un attimo/A Lucia (CGD, 110)
- 1971 – Io e te/Adagio veneziano (CGD, 132)
- 1971 – Via del Conservatorio/Momento (CGD, 141)
- 1972 – 'O surdato 'nnammurato/Lacreme napulitane (CGD, 8030)
- 1972 – La Tua innocenza/Ti ruberei (CGD, 8382)
- 1972 – Amore cuore mio/Io di più (CGD, 1100)
- 1972 – Erba di casa mia/L'infinito (CGD, 1101)
- 1973 – Chi sarà/Domenica domenica (CGD, 1400)
- 1973 – Chiove/Reginella (CGD, 1816)
- 1973 – Amo ancora lei/Tu sei bella come il sole (CGD, 1876)
- 1974 – Immagina/Se tu fossi una rosa (CGD, N 2325)
- 1974 – 'A tazza 'e cafè/Tu ca nun chiagne (CGD, 2632)
- 1974 – Te voglio bene assaie/A serenata 'e Pulcinella (CGD, 2865)
- 1974 – Per una donna/Cara libertà (CGD, 2905)
- 1975 – Si ricomincia/23, rue des lillas (CGD, 3698)
- 1976 – Dal primo momento che ti ho visto/La mia boheme (CGD, 4104)
- 1978 – La faccia del mare/Odyssea (CGD, 10118)
- 1988 – Perdere l'amore/Dove sta il poeta (WEA Italiana, 24 8027-7)
- 1992 – Ti penso/La notte (WEA Italiana, 9031 77097-7)
- 2003 – Io, mammeta e tu (Sony Music, SAMPCS12511 1, CD single promo)
- 2020 – Mia ragione (Ra.Ma 2000 International)
- 2022 – Lettera di là dal mare (Ra.Ma 2000 International)
- 2022 – Lasciami dove ti pare (Ra.Ma 2000 International)
- 2025 – Tra le mani un cuore

## Altre incisioni
- 1969 – Sanremo '69 (CGD, FG 5049; Ranieri è presente con la canzone Zingara, versione del successo di Bobby Solo ed Iva Zanicchi, della quale esiste anche una rarissima versione in 45 giri, Discophon, S 5053)
- 1970 – I magnifici tre (Zeus, BS 3015; raccolta del repertorio inciso come Gianni Rock con Peppino Gagliardi e Tony Astarita)
- 2010 – Capo Verde, terra d'amore - vol. 2 (Lusafrica, progetto per il World Food Programme dell'ONU; Ranieri è presente con la canzone Un tango, adattata in Italiano da Alberto Zeppieri)